# Kladrum (Schwanheide)

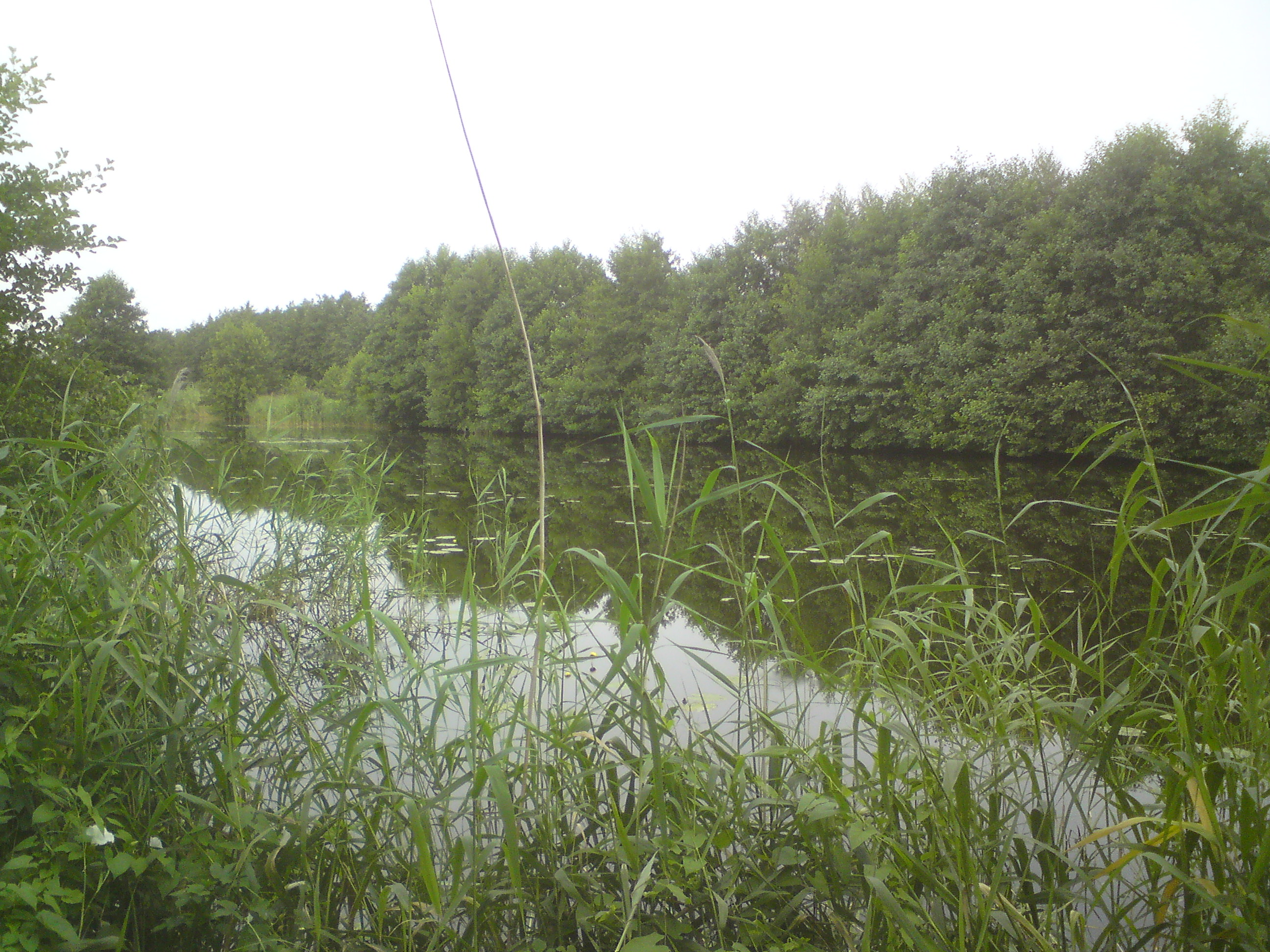
Mühlenteich der ehemaligen Kladrumer Mühle

Kladrum (auch Cladrum, Kladrem, Kladram) ist der Name eines im Spätmittelalter eingegangenen Dorfes in der Gemeinde Schwanheide in Mecklenburg-Vorpommern. Der Name setzt sich aus den altslawischen Wortstämmen klaba für „Baum“ und rąb für „schneiden, fällen“ zusammen und bedeutet „Holzfällerort“.
Die Dorfstelle befand sich ungefähr 1,5 km südlich von Schwanheide am rechten Ufer des hier zu einem Teich aufgestauten Mühlenbaches. 1444 wird das Dorf als Kladrem in einer Urkunde Heinrich des Dicken erstmals erwähnt. 1458 waren außer einem Mühlengehöft nebst Kathen noch zwei Bauernstellen vorhanden, 1459 bis 1468 wird neben dem Müller noch ein Bauer aufgeführt. Demgegenüber ist 1462 im benachbarten Zweedorf ein von Cladrem verzeichnet. Schließlich ist 1485 ist nur noch die Mühle selbst bewohnt. Diese sogenannte Claren-Mühle wurde 1625 im Zuge des Dreißigjährigen Krieges niedergebrannt, aber bereits 1648 wiederaufgebaut und fortan als Schwanheider Mühle bezeichnet. Hier waren die Bauern der Heidedörfer Bickhusen, Nostorf, Rensdorf und Zweedorf mahlpflichtig. In den 1960er Jahren kam es zur Einstellung des Mühlenbetriebes. Das verbliebene Gebäude wird nach einem Umbau nunmehr als Fledermaushabitat genutzt.
Die Feldmark des Dorfes war vergleichsweise klein und grenzte im Süden an Nostorf und im Westen an Zweedorf. Entsprechend wurde sie 1538 von drei Bauern aus Nostorf und einem aus Zweedorf bewirtschaftet. 1660 wurde die Feldmark zum großherzoglichen Meiereihof in Schwanheide gelegt. In den 1890er Jahren wurde einige 100 m westlich der Dorfstelle im Rahmen des Kiesabbaus ein spätbronzezeitliches Urnengräberfeld gefunden.
In der Schmettauschen Karte von 1788 ist angrenzend an die Dorfstelle die Flurbezeichnung Wende Bruch ausgewiesen, so dass in Verbindung mit dem Namen und der geringen Größe von Dorf und Flur von einem wendischen Dorf auszugehen ist.
Die Besiedelung des Dorfes noch lange nach 1252 und die Umlegung der Feldmark zum Meierhof in Schwanheide sprechen gegen die verschiedentlich geäußerte Annahme, es habe eine namensstiftende Vereinigung mit einem anderen Dorf zum späteren Zweedorf stattgefunden.